# Tây Côn Lĩnh

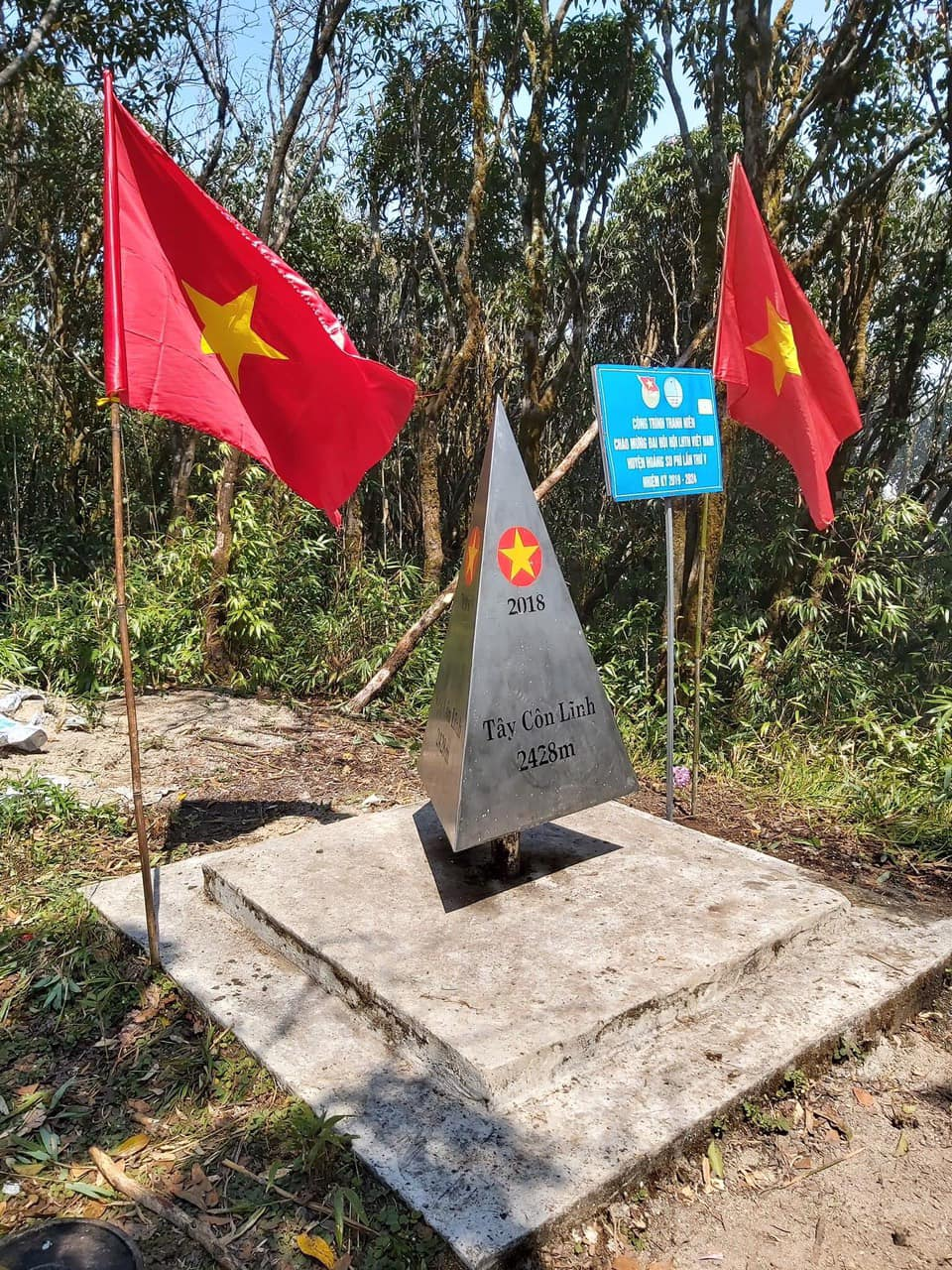
Mốc trắc địa Tây Côn Lĩnh

Tây Côn Lĩnh là một đỉnh núi trên khối núi thượng nguồn sông Chảy ở phía tây bắc tỉnh Tuyên Quang, dãy núi Tây Côn Lĩnh trải dải trên hai huyện Hoàng Su Phì (cũ) và Vị Xuyên (cũ), cách phường Hà Giang 1 18 km. Với độ cao 2.431 m, đây là đỉnh núi cao nhất vùng Đông Bắc, thường được gọi là "nóc nhà Đông Bắc" . Trên đỉnh núi có mốc trắc địa. Dưới chân núi là rừng nguyên sinh á nhiệt đới còn được bảo tồn. Tây Côn Lĩnh được coi là dãy núi thiêng của người dân tộc La Chí.